# Digenis Acritas
Digenis Acritas (en griego, Διγενής Ακρίτας) es el más conocido poema épico de la literatura de la época bizantina. Escrito en griego medieval por un autor anónimo del siglo XII, el poema continuó la tradición de las canciones acritas y, con ella, señala el inicio de la literatura griega vernácula. La obra presenta las vivencias de un héroe acrita en los confines orientales del Imperio, en la frontera del mundo islámico, sobre el Éufrates. El protagonista se llama Digenis (de doble origen), dado que es hijo de una noble mujer romana y de un emir de Siria, y es presentado como un hombre de estatura imponente. Lucha contra animales, criaturas fantásticas, guerreros enemigos o amazonas y vive aventuras amorosas.

## El contexto de la historia
El contexto en el que se desarrolla la primera parte del relato está representado por el conflicto árabe-bizantino, que se desarrolla entre los siglos VII y XI. En particular, los acontecimientos se centran en las incursiones árabes en territorio bizantino y las vivencias de los akritai bizantinos, miembros de una clase militar a quienes correspondía la defensa de las regiones fronterizas del imperio.
La historia familiar del héroe parece en efecto desarrollarse en un clima de conflicto. La reconciliación de los dos pueblos a través del matrimonio de los personajes principales y el triunfo de cristianismo sobre el islam acaban por la conversión del emir y la integración de su pueblo en la sociedad bizantina. El resto de la historia se desarrolla sobre un telón de fondo menos marcado por el conflicto religioso y más típico de la vida diaria en las fronteras de un Imperio en adelante más seguro.

## Trama: la primera parte del poema
El poema se divide en dos partes principales. La primera parte relata el matrimonio de los padres del héroe. Un emir árabe invade Capadocia y rapta a la hija de un general bizantino, relacionada (de una u otra forma, las versiones varían) con la dinastía de los Ducas. Vencido por los hermanos de la bella, el emir acepta convertirse al cristianismo por amor a su cautiva, junto con su gente y establecerse en la Romania (esto es, en la tierra del Imperio Bizantino), tomando como esposa a la hija del general. Se produce así la reconciliación entre los dos pueblos, con el matrimonio que va a simbolizar el triunfo del cristianismo sobre el Islam. El héroe, cuyo nombre es Basilio, ha nacido así de dos razas diferentes (él es digenis). Según ciertos historiadores, el abuelo musulmán de Digenis sería modelado sobre el personaje histórico de Crisoqueir, el último jefe de los paulicianos. El resto del relato se dedica al periodo posterior, dominado por un clima de pacífica coexistencia entre los dos pueblos.

## La segunda parte

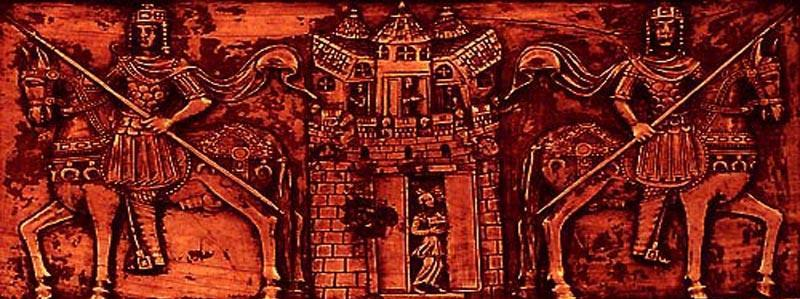
Akritai bizantinos en una antigua representación.

Del matrimonio entre el emir y la noble bizantina nace Digenis Acritas, en cuya figura se concentra la segunda parte del poema, la más larga, la mejor novelada. Joven de gran fuerza, capaz de numerosas proezas, Digenis, como su padre, acaba con el rapto y luego la boda con una hija de un strategos o general bizantino. Después de haber matado a un dragón europeo, se une a los apelates, un grupo de bandidos, multiplicando las aventuras belicosas y románticas. El conjunto se supone que se desarrolla sobre las fronteras (akrai: el héroe es un akritai) orientales del imperio, que el héroe libera de monstruos (dragón, león, etc.) y de malhechores (cristianos o no) que infestan la región. Derrota, en un solo combate, a los tres jefes de la banda. Ninguno de sus adversarios se atreve a enfrentarse al joven héroe, salvo la poderosa guerrera Maximu con la cual, Digenis comete adulterio.
La cumbre del relato, en la versión G, es el encuentro entre Digenis y el emperador Basilio (se trata de Basilio II, convertido en figura de leyenda), al que da consejos de buen gobierno: «amar la obediencia, tener piedad de los pobres, liberar a los oprimidos de la injusticia que los abruma, perdonar las faltas involuntarias, no prestar oído a las calumnias, rechazar la injusticia, expulsar a los herejes, favorecer los ortodoxos». El emperador le da entonces por crisobula (bola de oro) plena y completa autoridad sobre las fronteras, y Digenis se instala con su esposa en un espléndido palacio sobre el Éufrates. Allí transcurren pacíficamente sus últimos días. El héroe muere por tomar una bebida demasiado fría, como Alejandro Magno en el Romance de Alejandro: su amante esposa muere al mismo tiempo que él. 

## Estilo
Digenis Acritas fue redactado en griego medieval y compuesto en versos de 15 sílabas; las rimas son bastante raras. El contenido, la forma y la lengua del poema, que está en griego vulgar (o demótico) sugieren que se puso por escrito durante el reinado de Alejo I Comneno, sin duda dentro de los primeros decenios del siglo XII. Sin embargo, la acción descrita pretende haberse desarrollado bastante antes, puede ser que en el siglo X. Por ejemplo, los enemigos de los bizantinos sobre las fronteras orientales no son los turcos como sería el caso después de los años 1050, sino los árabes, contra los que Bizancio luchó antes de esa época. De ahí que el poema escrito que se conserva pudiera haber reunido poesías anteriores, llamadas «acriticas», cuya antigüedad es discutida, y podría datar de principios del siglo XI.
El original (hoy perdido) estaba seguramente en una lengua bastante popular y no fue necesariamente elaborado en los medios de la corte o la capital, ya que el poema representa totalmente la ideología y las preocupaciones de la aristocracia oriental de las fronteras. Pero este no es tampoco un texto enteramente popular o épico, ya que incluye aspectos totalmente típicos de la novela erudita (novela de amor tardo-antiguo, que se puso de moda en la época de los Comnenos). El poema se compuso, pues, para la aristocracia bizantina, con una mezcla de características populares y eruditas, en un marco épico pero retomando elementos consustanciales a los medios ilustrados.

## ElDigenis Acritasen los siglos posteriores
El Digenis Acritas siguió siendo leído en los siglos posteriores y el texto viene transmitido en diversas versiones, la más reciente de las cuales se remonta al siglo XV. Se conservan seis manuscritos repartidos en tres recensiones más o menos «populares» o «eruditas», y que representan todos los restos importantes del texto original, hoy en día perdido. El idioma es el griego demótico, pero con incursiones más o menos intensas de la lengua culta. La versión sin duda más antigua (versión E, o de El Escorial, traducida en este lugar) incluye algo menos de 2000 versos. La versión más «erudita» (versión G, la de Grottaferrata), incluye más de 3000. La determinación de la versión más antigua causó una polémica entre los especialistas, argumentando algunos que la versión G era una reescritura erudita de una epopeya popular, mientras que otros sostenían lo contrario: que la versión E era una reescritura popular de un original de estilo arcaizante. Los cuatro manuscritos restantes pertenecen a una misma recensión, más tardía, llamada versión Z. Se conocen, al menos parcialmente, traducciones eslavas (en Rusia), turcas y armenias, lo que pone en evidencia la popularidad del personaje.
El poema sirve de punto de partida a un ciclo de poesía acritica de las cuales algunas se han conservado.
Según la tradición de los siglos posteriores, Digenis fue derrotado solo por la personificación de la Muerte que asume la apariencia de Tánatos/Charos, durante un duelo.

## Ediciones españolas
- Poesía heroica bizantina: Canción de Armuris, Digenis Akritas, Poema de Belisario, de varios autores, Editorial Gredos, S.A., Madrid, 2003. ISBN 84-249-2369-3

- Digenis Akritas (Basilio), Editorial Bosch, S.A., Barcelona, noviembre - 1981, col. Erasmo, textos bilingües. ISBN 84-7162-855-4